# Assem Marei
Assem Ahmed Marei (in arabo عاصم مرعي‎?; Giza, 16 giugno 1992) è un cestista egiziano.
È il figlio di Ahmed Marei.

## Palmarès
- Lega Baltica: 1

Šiauliai: 2015-16